# Maria da Luz Rosinha
Maria da Luz Gameiro Beja Ferreira Rosinha (* 13. Mai 1948 in Vila Franca de Xira) ist eine portugiesische Politikerin des Partido Socialista.
Sie war vom 27. Oktober 1995 bis zum 5. Januar 1998 Abgeordnete in der Assembleia da República. Am 5. Januar 1998 wurde sie Präsidentin der Câmara Municipal von Vila Franca de Xira.